# The Escort – Sex Sells
The Escort – Sex Sells ist ein US-amerikanischer Film von Will Slocombe mit Lyndsy Fonseca und Michael Doneger in den Hauptrollen. Der Film wurde von Cloverhill Pictures, Perspective Productions und Skyhook Productions produziert.

## Handlung
Der junge Journalist Mitch ist Einzelgänger, weitgehend ohne soziale Kontakte und sexsüchtig. Er trifft sich ständig mit wechselnden, immer neuen Partnerinnen, die er mit einer App ausfindig macht, zum flüchtigen Sex, ohne dass er die Frauen näher kennenlernt. An Beziehungen scheint er nicht interessiert zu sein. Nachdem er seinen Job verloren hat, versucht er eine vakante Stelle bei einem Magazin zu bekommen. Seine Bewerbung hat nur dann eine Chance, wenn er eine spannende Story vorlegen kann.
Als Mitch zufällig die hübsche Prostituierte Natalie kennenlernt, die sich selbst als Escort bezeichnet und ihre Dienste unter dem Namen Viktoria anbietet, erfährt er zu seiner Verwunderung, dass Natalie nicht nur eine gute Schule besucht hat, sondern sogar einen Abschluss in Stanford vorweisen kann. Dies führt Mitch zu der Frage, wie sie wohl in das Escort-Gewerbe gelangt ist, und er wittert eine interessante Story für seine Bewerbung. Obwohl sie anfangs zögert, ihn in ihr Leben zu lassen, sieht Natalie schließlich einen Vorteil für sich selbst, als sie anfängt, ihn als Leibwächter zu benutzen, um sich vor den verschiedenen Freiern zu schützen, mit denen sie nachts zu tun hat. Mitch begleitet Natalie zu ihren „geschäftlichen Terminen“. Natalie wiederum findet ihrerseits heraus, wie Mitch seine Lust befriedigt; das scheint ihr nicht ganz gleichgültig zu sein, und auch Mitch stört sich immer mehr daran, Natalie bei der Akquise ihrer Klienten zu beobachten. Mit der Zeit wird Natalie Mitch gegenüber offener, und es stellt sich heraus, dass sie ihrer Zeit an der Stanford-Universität mit so vielen Kommilitonen geschlafen hatte, dass sie im Internet als Hure diffamiert wurde und nach ihrem Abschluss durch ihren beschädigten Ruf keinen Job gefunden hatte.
Was als geschäftliche Partnerschaft beginnt, entwickelt sich zu einer Liebesbeziehung.

## Rezeption
“A prostitute and a journalist walk into a bar … and forge a partnership of sorts in a romantic comedy set in downtown Los Angeles.”

„Eine Prostituierte und ein Journalist betreten eine Bar… und schmieden eine Art Partnerschaft in einer romantischen Komödie in der Innenstadt von Los Angeles.“

### Auszeichnungen
- Nominiert: LA Muse Award Will Slocombe[3]